# 한국환경공단
한국환경공단(韓國環境公團, Korea Environment Corporation, K-eco)은 2010년 1월 1일에 창립되었고 환경오염방지, 환경개선 및 자원순환을 촉진하는 사업을 효율적으로 추진함으로써 환경보전과 순환형 자원관리체계를 마련하는 등 환경친화정 국가 발전에 이바지하기 위하여 설립된 대한민국 환경부 산하 위탁집행형 준정부기관이다. 인천광역시 서구 환경로 42(경서동) 종합환경연구단지에 위치하고 있다.

## 설립 근거
- 한국환경공단법[2]

## 연혁
- 1980년 09월: 한국자원재생공사(韓國資源再生公社) 설립
- 1987년 03월: 한국오염방지사업단(韓國汚染防止事業團) 설립
- 1987년 11월: 환경오염방지사업단을 환경관리공단(環境管理公團)으로 개편 (환경관리공단법 제정)
- 2004년 07월: 한국자원재생공사를 한국환경자원공사(韓國環境資源公社)로 개편 (한국환경자원공사법 제정)
- 2008년 08월: 한국환경자원공사와 한국관리공단을 통합 개편 결정 (제2차 공공기관 선진화 계획)
- 2009년 02월: 한국환경공단법 제정·공포
- 2010년 01월: 한국환경공단 설립
- 2012년 05월: 한국환경공단법 개정·공포 (기후변화 대응 추가 등 설립목적 재정립)

## 조직
- 감사
- 감사실

### 이사장
- 홍보실
- 비서실
- 환경시설본부
- 환경기술연구소

| - 기획조정처 - 경영지원처 - 인재경영처 - 글로벌협력처 - 환경전문심사센터 - 비상계획실 | - 대기환경처 - 기후변화대응처 - 배출권관리처 - 환경인증검사처 - 악취관리처 | - 하수도처 - 상수도처 - 토양지하수처 - 물환경관리처 - 수도통합운영센터 | - 자원순환처 - 제도운영처 - 폐기물관리처 - 폐자원에너지처 - 자원순환진흥처 | - 환경시설처 - 상하수도시설처 - 환경에너지시설처 - 수생태시설처 |  |

## 부설 기관
- 환경안전센터
- 온실가스인증센터

### 지역본부 및 지사
- 수도권동부지역본부[3][4]
  - 강원지사[5]
  - 파주수거사업소[6]
  - 안성압수물사업소[7]
  - 시화압수물사업소[8]
  - 수도통합서비스센터[9]
- 수도권서부지역본부[10]
  - 서울압수물사업소[11]
- 호남권지역본부[12]
  - 전북지사[13]
  - 제주지사[14]
- 충청권지역본부[15]
  - 충북지사[16]
- 부산울산경남지역본부[17][18]
- 대구경북지역본부[19][20]
- 서울사무소[21]